# 博多兰领土区

博多兰领土區（紅色區域）在阿萨姆邦的位置

博多兰领土区（英語：Bodoland Territorial Region，缩写为BTR）是印度阿萨姆邦的布拉马普特拉河北岸地区的自治區。当地居民主要為博多人。该地的行政中心为科克拉賈爾。

## 分离主义运动

博多兰代表颜色

### 全博多学生联盟
全博多学生联盟（All Bodo Students' Union）作为一个推动博多兰成立的政治组织，始于1987年3月。该组织成立了一个博多人民行政委员会，来推动独立运动。

### 博多兰民族民主阵线
博多兰民族民主阵线（National Democratic Front of Bodoland），为一分离主义组织，致力于成立一个独立的博多兰国。

### 其他
博多猛虎解放军主张在印度内建立一个独立的“博多兰邦”。

### 2020年和平協議
2020年印度和阿薩姆邦政府與博多民族民主阵线、全博多学生联盟和博多人民聯合組織簽署和平協議，設立博多兰自治地區。博多兰自治地區涵蓋科克拉賈縣、奇朗宗縣、巴克沙縣及烏德爾古里縣。